# 167th Airlift Wing

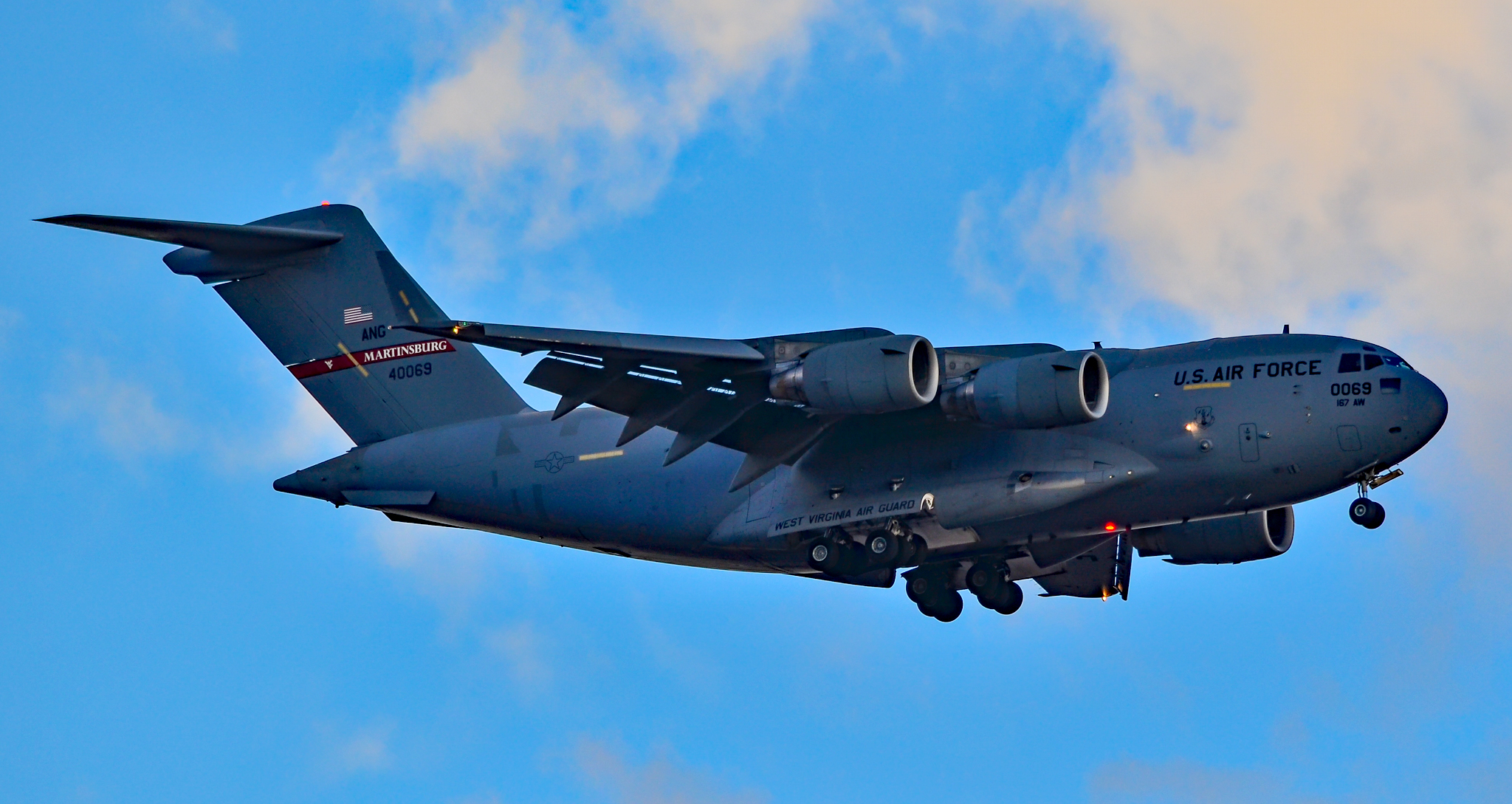
C-17A dello Stormo

Il 167th Airlift Wing è uno Stormo da trasporto della Virginia Occidentale Air National Guard. Riporta direttamente all'Air Mobility Command quando attivato per il servizio federale. Il suo quartier generale è situato presso la Shepherd Field Air National Guard Base, Virginia Occidentale.

## Organizzazione
Attualmente, al settembre 2017, esso controlla:
- 167th Operations Group, striscia di coda rossa con scritta MARTINSBURG e profilo dello stato in bianco
  - 167th Operations Support Flight
  -  167th Airlift Squadron - Equipaggiato con C-17A
- 167th Maintenance Group

167th Aircraft Maintenance Squadron
- - 167th Maintenance Squadron
  - 167th Maintenance Operations Flight
- 167th Mission Support Group
  - 167th Civil Engineering Squadron
  - 167th Communications Flight
  - 167th Force Support Squadron
  - 167th Logistics Readiness Squadron
  - 167th Security Forces Squadron
- 167th Medical Group
  - 167th Medical Administration
  - 167th Bioenvironmental Engineering
  - 167th Dental
  - 167th Force Health Management
  - 167th Immunization
  - 167th Optometry
  - 167th Public Health
- HQ 167th AW Staff
  - 167th Auditor
  - 167th Chaplain
  - 167th Command Chief
  - 167th Command Post
  - 167th Finance
  - 167th Human Resource Advisor
  - 167th Judge Advocate General
  - 167th Military Equal Opportunity
  - 167th Public Affairs
  - 167th Safety